# ابراهیم‌آباد (شیرآباد)
ابراهیم‌آباد روستایی در دهستان شیرآباد بخش گوهرکوه شهرستان تفتان استان سیستان و بلوچستان ایران است.

## جمعیت
بر پایه سرشماری عمومی نفوس و مسکن در سال ۱۳۹۵ جمعیت این روستا کمتر از ۳ خانوار بوده‌است.